# Allan Kroeker
Allan Kroeker (geb. am 10. April 1951 in Winnipeg, Manitoba) ist ein kanadischer Fernsehregisseur. Bekannt wurde er vor allem als Regisseur mehrerer Episoden diverser Star-Trek-Fernsehserien.

## Karriere
Kroeker debütierte 1979 als Regisseur des Kurzfilms Tudor King, zu dem er auch das Drehbuch verfasste. Es folgten zahlreiche Regiearbeiten für kanadische Fernsehfilme und -serien der 1980er Jahre. Ab Anfang der 1990er Jahre war er auch für das US-amerikanische Fernsehen tätig. So inszenierte er 1995 sechs Episoden der zweiten Staffel der von seinem Landsmann William Shatner produzierten Science-Fiction-Serie Tek War – Krieger der Zukunft. 1996 führte er erstmals bei einer Episode einer Star-Trek-Fernsehserie Regie. Bis 2005 inszenierte er für das Star-Trek-Franchise jeweils vierzehn Folgen von Star Trek: Deep Space Nine, Star Trek: Raumschiff Voyager und Star Trek: Enterprise, darunter die jeweils letzten Episoden der drei Fernsehserien.
Kroeker war drei Mal für den Gemini Award nominiert.

## Filmografie (Auswahl)
als Regisseur
- 1979: Tudor King (Kurzfilm)
- 1985: Frontiers (Miniserie)
- 1987: Die Waffen des Gesetzes (Fernsehserie, 2 Folgen)
- 1990: Die Campbells (Fernsehserie, 3 Folgen)
- 1991: Wer erschoß Jim Blessing? (Fernsehfilm)
- 1991–1992: Beyond Reality (Fernsehserie, 4 Folgen)
- 1992–1995: Nick Knight – Der Vampircop (Fernsehserie, 8 Folgen)
- 1993: Kung Fu – Im Zeichen des Drachen (Fernsehserie, 3 Folgen)
- 1994: Avonlea – Das Mädchen aus der Stadt (Fernsehserie, 2 Folgen)
- 1994–1995: Tek War – Krieger der Zukunft (Tek War, Fernsehserie, 3 Folgen)
- 1995–1997: Amanda und Betsy (Fernsehserie, 4 Folgen)
- 1996: Bedrohliche Leidenschaft (Fernsehfilm)
- 1996: PSI Factor – Es geschieht jeden Tag (Fernsehserie, 5 Folgen)
- 1996–1999: Star Trek: Deep Space Nine (Fernsehserie, 14 Folgen)
- 1997: Viper (Fernsehserie, 1 Folge)
- 1997–2001: Star Trek: Raumschiff Voyager (Star Trek: Voyager, Fernsehserie, 14 Folgen)
- 1998–1999: Mission Erde – Sie sind unter uns (Fernsehserie, 4 Folgen)
- 1999: Poltergeist – Die unheimliche Macht (Fernsehserie, 1 Folge)
- 1999–2000: Beverly Hills, 90210 (Fernsehserie, 2 Folgen)
- 2000–2001: Andromeda (Fernsehserie, 3 Folgen)
- 2001: Charmed – Zauberhafte Hexen (Charmes, Fernsehserie, 1 Folge)
- 2001–2002: Roswell (Fernsehserie, 3 Folgen)
- 2001–2002: Dark Angel (Fernsehserie, 2 Folgen)
- 2001–2005: Star Trek: Enterprise (Enterprise, Fernsehserie, 14 Folgen)
- 2002: Firefly – Der Aufbruch der Serenity (Fernsehserie, 1 Folge)
- 2002: UC: Undercover (Fernsehserie, 1 Folge)
- 2004–2005: Battlestar Galactica (Fernsehserie, 2 Folgen)
- 2005–2010: Bones – Die Knochenjägerin (Fernsehserie, 9 Folgen)
- 2006: Supernatural (Fernsehserie, 1 Folge)
- 2007: Pushing Daisies (Fernsehserie, 2 Folgen)
- 2007–2011: Chuck (Fernsehserie, 8 Folgen)
- 2008–2009: Knight Rider (Fernsehserie, 2 Folgen)
- 2011: Gossip Girl (Fernsehserie, 1 Folge)
- 2011: Hunt for the I-5 Killer (Fernsehfilm)
- 2014: Beauty and the Beast (Fernsehserie, 1 Folge)
- 2014: Grimm (Fernsehserie, 1 Folge)